# بلا آخمادولینا
بلا آخمادولینا (روسی: Бе́лла (Изабе́лла) Аха́товна Ахмаду́лина, Tatar: Bella Äxät qızı Äxmädullina؛ IPA: [ˈbʲɛlə ɐˈxatəvnə ɐxmɐˈdulʲɪnə] (); ۱۰ آوریل ۱۹۳۷ – ۲۹ نوامبر ۲۰۱۰) یک شاعر، مترجم، نویسنده، و نمایش‌نامه‌نویس تاتار اهل روسیه بود.
از فیلم‌ها یا برنامه‌های تلویزیونی که وی در آن نقش داشته‌است می‌توان به آخرین بهار اشاره کرد.
وی همچنین برندهٔ جوایزی همچون جایزه دولتی اتحاد شوروی شده‌است.